# Atletica leggera ai Giochi della XVIII Olimpiade - Lancio del disco maschile

Video della Finale (immagini in B/N)

Lanci di Al Oerter (immagini in B/N)

La competizione del lancio del disco maschile di atletica leggera ai Giochi della XVIII Olimpiade si è disputata il giorno 15 ottobre 1964 allo Stadio Nazionale di Tokyo

## L'eccellenza mondiale
| Camp. olimpico 1960  | 59,18      | Al Oerter         | Presente |
| Camp. europeo 1962   | 57,11      | Vladimir Trusenëv | Presente |
| Primatista mondiale  | 64,55 1964 | Ludvík Daněk      | Presente |
| Vincitore Trials USA | 60,55      | Jay Silvester     | Presente |

Il ceco Danek è giunto ai Giochi con una striscia di 45 vittorie consecutive, a partire dal 28 luglio 1963. Nell'anno olimpico ha anche tolto il record mondiale al suo più temible rivale, l'americano Al Oerter.

## Risultati

### Turno eliminatorio
Qualificazione55,00 m
Dieci atleti ottengono la misura richiesta. Ad essi sono aggiunti i due migliori lanci, fino a 53,81 m.

Al Oerter, il campione olimpico in carica, soffre da tempo per una vertebra cervicale dislocata, che lo costringe a gareggiare con un collare. Malgrado ciò è capace di battere il record olimpico con 60,54.
| Pos. | Atleta                 | Nazione          | Lanci | Lanci | Lanci | Misura |
| Pos. | Atleta                 | Nazione          | 1°    | 2°    | 3°    | Misura |
| ---- | ---------------------- | ---------------- | ----- | ----- | ----- | ------ |
| 1    | Alfred Oerter          | Stati Uniti      | 60,54 | -     | -     | 60,54  |
| 2    | Ludvík Daněk           | Cecoslovacchia   | 58,88 | -     | -     | 58,88  |
| 3    | Jay Silvester          | Stati Uniti      | n     | 57,81 | -     | 57,81  |
| 4    | Viktor Kompaniejec     | Unione Sovietica | 57,40 | -     | -     | 57,40  |
| 5    | Dave Weill             | Stati Uniti      | 56,95 | -     | -     | 56,95  |
| 6    | Hartmut Losch          | Germania         | 56,46 | -     | -     | 56,46  |
| 7    | Zenon Begier           | Polonia          | 56,31 | -     | -     | 56,31  |
| 8    | Roy Hollingsworth      | Gran Bretagna    | 52,60 | 52,08 | 55,96 | 55,96  |
| 9    | Edmund Piątkowski      | Polonia          | 55,22 | -     | -     | 55,22  |
| 10   | József Szécsényi       | Ungheria         | 55,04 | -     | -     | 55,04  |
| 11   | Kim Bukhantsov         | Unione Sovietica | 54,94 | n     | n     | 54,94  |
| 12   | Vladimir Trusenëv      | Unione Sovietica | 53,81 | 51,94 | 52,25 | 53,81  |
| 13   | Fritz Kühl             | Germania         | 53,53 | 53,04 | n     | 53,53  |
| 14   | Lothar Milde           | Germania         | 53,39 | 50,83 | n     | 53,39  |
| 15   | Pentti Repo            | Finlandia        | 52,93 | n     | 50,60 | 52,93  |
| 16   | Dako Radošević         | Jugoslavia       | 51,22 | 52,71 | 51,37 | 52,71  |
| 17   | Cornelis Koch          | Paesi Bassi      | 51,20 | 52,57 | 51,08 | 52,57  |
| 18   | Jiří Žemba             | Cecoslovacchia   | n     | 52,13 | 51,80 | 52,13  |
| 19   | Warwick Selvey         | Australia        | 50,83 | n     | 51,96 | 51,96  |
| 20   | Ernst Soudek           | Austria          | n     | 51,78 | 50,96 | 51,78  |
| 21   | Leslie Roy Mills       | Nuova Zelanda    | 44,18 | 51,70 | 51,22 | 51,70  |
| 22   | Georgios Tsakanikas    | Grecia           | 50,76 | 51,03 | 48,07 | 51,03  |
| 23   | Shohei Kaneko          | Giappone         | 44,63 | 43,31 | 46,46 | 46,46  |
| 24   | Denis Ségui Kragbé     | Costa d'Avorio   | 44,07 | 46,43 | 44,04 | 46,43  |
| 25   | Ignacio Reinosa        | Porto Rico       | 46,36 | 45,96 | n     | 46,36  |
| 26   | Gideon Ariel           | Israele          | 45,10 | 44,26 | 46,12 | 46,12  |
| 27   | Sayed Mirza Molimadail | Iran             | n     | 45,24 | 44,96 | 45,24  |
| 28   | Kim Byeong-Gi          | Corea del Sud    | 42,73 | n     | n     | 42,73  |
| -    | Lars Haglund           | Svezia           | n     | n     | n     | NM     |

### Finale
Fino al quarto turno rimane in testa Ludvik Danek con 60,52, ma al quinto lancio Oerter agguanta l'oro con 61 metri tondi.

Anche Jay Silvester fa il suo miglior lancio al quinto turno, ma 59,09 non gli bastano per salire sul podio.

Si classifica ottavo il campione europeo Vladimir Trusenëv.
| Pos.    | Atleta             | Età | Nazione          | Lanci | Lanci | Lanci | Lanci           | Lanci           | Lanci           | Misura |
| Pos.    | Atleta             | Età | Nazione          | 1°    | 2°    | 3°    | 4°              | 5°              | 6°              | Misura |
| ------- | ------------------ | --- | ---------------- | ----- | ----- | ----- | --------------- | --------------- | --------------- | ------ |
| Oro     | Alfred Oerter      | 28  | Stati Uniti      | 57,65 | 58,34 | 55,11 | 54,37           | 61,00           | -               | 61,00  |
| Argento | Ludvík Daněk       | 27  | Cecoslovacchia   | 59,73 | 58,83 | n     | 60,52           | 58,38           | 57,17           | 60,52  |
| Bronzo  | Dave Weill         | 23  | Stati Uniti      | n     | 59,49 | 56,24 | 56,15           | 55,94           | 52,45           | 59,49  |
| 4       | Jay Silvester      | 27  | Stati Uniti      | 56,99 | n     | 57,54 | 57,46           | 59,09           | n               | 59,09  |
| 5       | József Szécsényi   | 32  | Ungheria         | 54,34 | 52,14 | 56,97 | 57,23           | n               | 54,66           | 57,23  |
| 6       | Zenon Begier       | 29  | Polonia          | 57,06 | 52,45 | 55,83 | n               | n               | 56,68           | 57,06  |
| 7       | Edmund Piątkowski  | 28  | Polonia          | 52,94 | 55,81 | 53,87 | Non qualificati | Non qualificati | Non qualificati | 55,81  |
| 8       | Vladimir Trusenëv  | 33  | Unione Sovietica | 53,70 | 54,78 | 52,98 | Non qualificati | Non qualificati | Non qualificati | 54,78  |
| 9       | Kim Bukhantsov     | 33  | Unione Sovietica | n     | 50,15 | 54,38 | Non qualificati | Non qualificati | Non qualificati | 54,38  |
| 10      | Roy Hollingsworth  | 31  | Gran Bretagna    | 53,74 | 53,87 | n     | Non qualificati | Non qualificati | Non qualificati | 53,87  |
| 11      | Hartmut Losch      | 21  | Germania         | 51,44 | 52,08 | n     | Non qualificati | Non qualificati | Non qualificati | 52,08  |
| 12      | Viktor Kompaniejec | 27  | Unione Sovietica | n     | 51,96 | n     | Non qualificati | Non qualificati | Non qualificati | 51,96  |

Con il suo terzo oro consecutivo, Oerter eguaglia il primato di John Flanagan nel martello (1900-1904-1908). Ai Giochi di Città del Messico lo batterà.